# Florian von Seydlitz

Anton Friedrich Florian von Seydlitz

Anton Friedrich Florian von Seydlitz-Kurzbach (* 20. Februar 1777 in Greußen bei Magdeburg; † 18. Februar 1832 in Köln) war ein preußischer Generalmajor.

## Leben

### Familie
Er ist ein Spross des schlesischen Uradelsgeschlechts von Seydlitz aus dem Stamme Kurzbach. Sein Vater, Florian Boglislav von Seydlitz (1746–1796), war Forstmeister zu Aken, seine Mutter, Elisabeth Antonie Friederike (1750–1830), war eine geborene Muscat.
Anton Friedrich Florian heiratete am 4. Juni 1809 in Berlin Karoline von Schack (1789–1865), Tochter des preußischen Generals Wilhelm Georg von Schack. Der Ehe entstammten zwei Kinder: 
- Hermann Florian (1810–1895), preußischer Generalleutnant ⚭ Louise von Sybel (1819–1895), Tochter von Heinrich Ferdinand Philipp von Sybel
- Karoline Floriane Auguste (1817–1898), Stiftsdame

### Jugend
Der junge Page am preußischen Hof wurde 1790 zur Ausbildung in das Berliner Kadettenhaus aufgenommen. Als Junker trat er 1792 in das Feldjägerregiment zu Fuß ein, mit welchem er unter anderem an der Schlacht bei Kaiserslautern und an der Belagerung von Landau teilnahm. 1794 wurde er zum Sekondeleutnant ernannt und 1801 zum Adjutanten seines Regiments befördert, das in Mittenwalde stationiert war.

### Adjutant bei Yorck
Als der damalige Oberst Yorck das Regiment übernahm, wählte er Seydlitz zu seinem persönlichen Adjutanten. Zwischen dem menschlich schwierigen, äußerst misstrauischen Oberst und Seydlitz entstand in den Schicksalsjahren der Napoleonischen Kriege eine jahrelange enge und vertrauensvolle Zusammenarbeit, die zudem von einer privaten Freundschaft getragen war. Während des Gefechts von Altenzaun kämpft er an der Seite Yorcks. Nach der Schlacht bei Lübeck konnte er sich über Holstein nach Ostpreußen durchschlagen, wo er am Gefecht bei Königsberg teilnahm.
Nach dem Tilsiter Frieden beteiligt er sich an der Preußischen Heeresreform mit einem Aufsatz zur Reorganisation der Armee, den er König Friedrich Wilhelm III. vorlegte.
1811 zum Major befördert, nahm er an der Seite Yorcks am Preußischen Feldzug von 1812 teil. Für seine Verdienste in den Gefechten bei Olai, Eckau, Gräfenthal und Garossenkrug wurde er mit dem Orden Pour le Mérite ausgezeichnet. Neben seinem Schwager Wilhelm von Schack wurde Seydlitz zu Yorcks wichtigsten Vertrauten während der Verhandlungen über die Konvention von Tauroggen sowie bei den Geheimverhandlungen zwischen Russland und Preußen, die dem Vertrag von Kalisch (1813) vorausgingen und den Übertritt Preußens ins Lager der Gegner Napoleons vorbereiteten.

### Befreiungskriege
Mit Beginn der Befreiungskriege wurde Seydlitz auf Befehl des Königs und seiner Berater von Yorck getrennt, was dieser als persönliche Zurücksetzung und bewusste Intrige gegen seine Person verstand. Als Kommandeur des Garde-Jäger-Bataillon nahm Seydlitz an der Schlacht bei Großgörschen, der Schlacht bei Bautzen, der Schlacht von Dresden und der Schlacht bei Kulm teil. Die russischen Verbündeten würdigten ihn durch die Verleihung des Ordens der Heiligen Anna II. Klasse.
Am 14. Dezember 1813 ernannte ihn der König zum Kommandeur des 2. Westpreußischen Infanterie-Regiments Nr. 7, „um Ihnen einen erweiterten Wirkungskreis und dadurch zugleich einen neuen Beweis Meines besonderen Vertrauens zu Ihrer Kenntniß des Dienstes und Ihrem Eifer für denselben zu geben“. Für seine Verdienste in den Schlachten bei Ligny und Waterloo erhielt er das Eiserne Kreuz I. Klasse.
Nach einer günstigen Beurteilung seines Brigadechefs wurde Seydlitz 1815 zum Oberst befördert und mit seinem Regiment dem mobilen Armeekorps in Frankreich unterstellt. Dort erhielt er als Dank für die rücksichtsvolle und schonende Behandlung der Bevölkerung der besetzten Gebiete im Jahr 1817 das Offizierskreuz der Ehrenlegion.

### Nach den Napoleonischen Kriegen

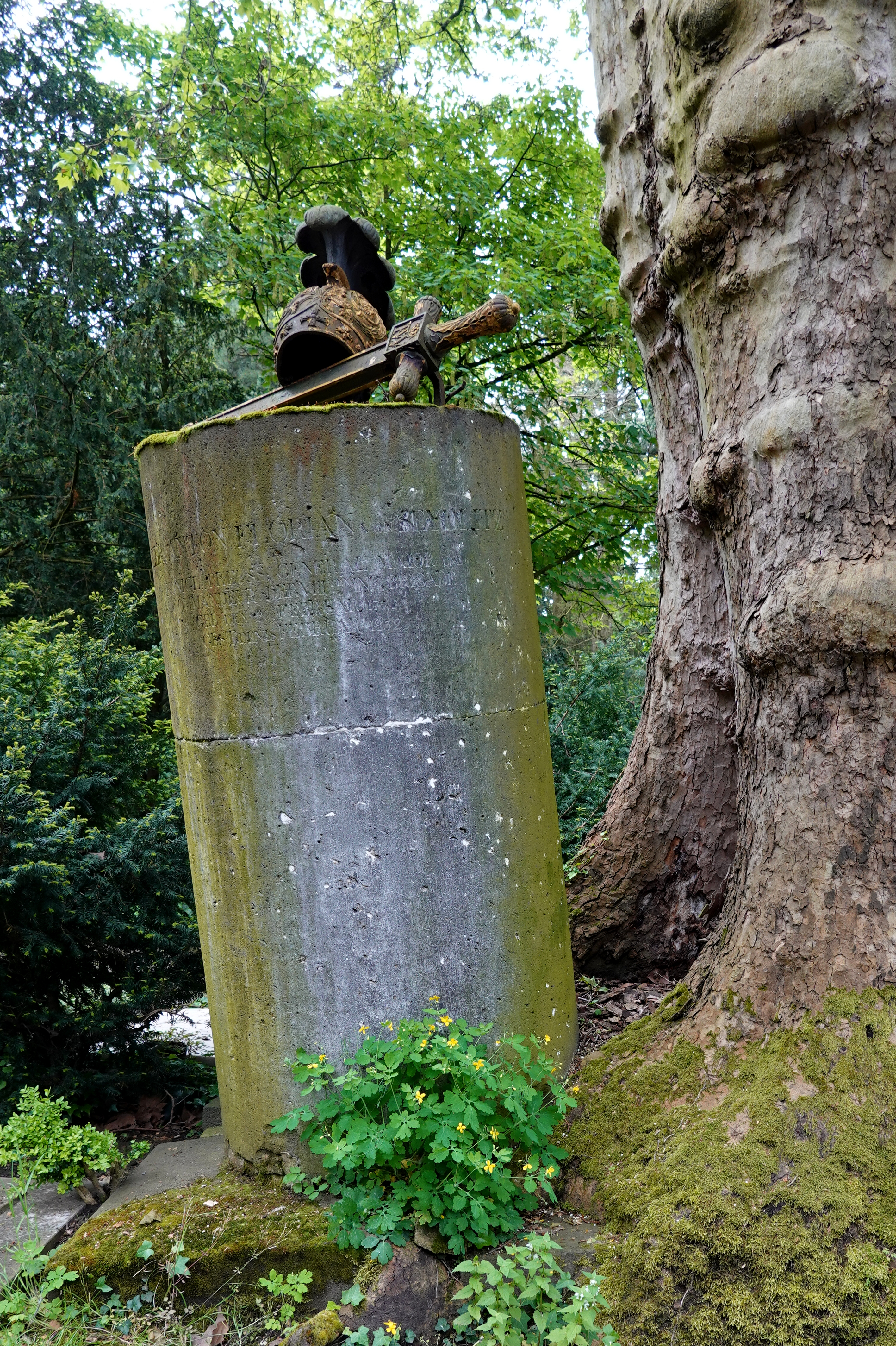
Eingewachsener Grabstein in einer der größten Platanen auf dem Melaten-Friedhof (2024)

Nachdem er aus Frankreich zurückgekehrt war, wurde Seydlitz 1821 zum Kommandeur der 8. Infanterie-Brigade in Erfurt ernannt. In dieser Zeit begann er, gemeinsam mit seinem Schwager Wilhelm von Schack, die dramatischen Ereignisse der Jahre 1811 und 1812 im Stab Yorcks aufzuarbeiten. 1823 erschien sein Werk unter dem Titel Tagebuch des Königlich Preußischen Armeekorps unter Befehl des General-Lieutenants von York im Feldzuge von 1812. Es wurde zu einem Standardwerk der Militärliteratur.
Im selben Jahr wurde er zum Generalmajor befördert und 1825 mit dem Roten Adlerorden III. Klasse ausgezeichnet. Bereits körperlich schwer leidend, rückte er dennoch mit seiner Brigade aus, als das IV. Armee-Korps an den Rhein befohlen wurde. Er starb 1832 zwei Tage vor seinem 55. Geburtstag in Köln und wurde auf dem dortigen Melaten-Friedhof (Lit. C, zwischen HWG und Lit. H) begraben. Sein Grabmonument, ein etwa drei Meter hoher Steinzylinder, der mit einem Helm und einem Schwert bekrönt ist, zählt zu den ältesten erhaltenen Grabmalen des Friedhofs und befindet sich direkt neben einer über 200-jährigen Platane und in unmittelbarer Nachbarschaft zum Grab von Dirk Bach.

## Werke
- Tagebuch des Königlich Preußischen Armeekorps unter Befehl des General-Lieutenants von York im Feldzuge von 1812. Teile 1 und 2. Mittler, Berlin und Posen 1823.
- Aus den Akten der Militärreorganisations-Kommission von 1808: eine Denkschrift des Premierlieutenants von Seydlitz. Duncker und Humblot, Berlin 1892.

Ferner hat er ein Tagebuch geführt, welches sich im Geheimen Staatsarchiv Preußischer Kulturbesitz befindet .